# Nasıl Delirdim?
Nasıl Delirdim? (Как я сошла с ума?) — пятый студийный альбом турецкой певицы Ханде Йенер. Выпущен 15 мая 2007 года на лейбле Erol Köse Production. Альбом содержит элементы электронной, поп-музыки, хауса, даунтемпо, танцевальной и клубной музыки и стал первым студийным альбомом певицы с момента выхода Apayrı в 2006 году. Девять песен альбома были написаны Боазом Алдуджели, что делает его автором песен, чьё имя чаще всего встречается в альбоме. Ханде Йенер выступила продюсером альбома.
Включающий 15 песен Nasıl Delirdim? получил положительные отзывы музыкальных критиков и был назван одним из лучших турецких альбомов. Запись производилась на студии T-Ekspres, а песня «Kibir (Yanmam Lazım)» была выбрана в качестве ведущего сингла. На песни «Romeo» и «Yalan Olmasın» были выпущены второй и третий клипы соответственно. Все музыкальные клипы были сняты фотографом альбома Кемалем Догулу.
После шести месяцев подготовки Nasıl Delirdim? был выпущен с четырьмя разными обложками и продан тиражом 72 000 копий. Он победил в категории «Лучший женский поп-альбом» на церемонии вручения наград Istanbul FM Altın Ödülleri. Для продвижения альбома Йенер давала различные концерты и исполняла песни альбома в разных программах, включая Beyaz Show, MTV Extra и Saba Tümer ile Bu Gece.

## Предыстория и релиз
Изменение музыкального стиля Ханде Йенер с выпуском Apayrı в 2006 году было встречено неоднозначной реакцией: некоторые критики хвалили это изменение, в то время как другие критиковали её за это. В том же году Йенер упомянула, что ищет новый материал для своих будущих работ, и сказала, что больше не будет петь только танцевальные песни, полезные для «поднятия рук вверх». 8 сентября 2006 года вышел её второй мини-альбом Hande Maxi, включавший элементы электронной и хаус-музыки. Позже она отметила, что электронная музыка была самым любимым музыкальным стилем в тот период.
В апреле 2007 года были раскрыты новые подробности о новом студийном альбоме Ханде Йенер. Стало известно, что он будет называться Nasıl Delirdim? и что его лид-сингл «Kibir (Yanmam Lazım)» был написан Сезен Аксу. После шести месяцев подготовки 15 мая 2007 года звукозаписывающая компания Erol Köse Production выпустила альбом с четырьмя разными обложками. Обложку альбома и фотографии сделал Кемаль Догулу.
С Nasıl Delirdim? Йенер перешла на электронную музыку. Альбом также содержит элементы поп-музыки, хауса, даунтемпо, танцевальной и клубной музыки. Всего в нём 15 песен, которые, по мнению Йенер, посвящены эмоциям и чувствам людей. Семь песен она написала вместе с Боазом Алдуджели. Этот псевдоним использовал Альпер Нарман, который ранее работал над альбомами Sen Yoluna Ben Yoluma (2002), Aşk Kadın Ruhundan Anlamıyor (2004) и Apayrı. Алдуджели написал для альбома девять песен, что сделало его автором песен, имя которого чаще всего встречается в альбоме. Вместе с Алдуджели песни для альбома написали Сезен Аксу, Мете Озгенджил, Эртуг Эргин и Олджайто Ахмет Тугсуз. Озгенджил, написавший семь песен для альбома «Apayrı» (2006), написал слова и музыку только для трека «Sen Anla». Ханде Йенер также включила в альбом новую версию песни «Naciye», первоначально исполненную Сейялом Танером. Для песни «Seni Sevi… yorumlar Yok» она использовала композицию «Rapture of Love» Аниты Бейкер.
Альбом был записан на студии «T-Ekspres» и продан тиражом 72 000 копий. Он получил награду İstanbul FM Altın Ödülleri за «Лучший женский поп-альбом». В конце 2009 года один из музыкальных судей телеканала NTV Атилла Шен поставил альбом на четвёртое место в списке лучших альбомов, выпущенных за последнее десятилетие.

## Критика
Nasıl Delirdim? получил широкое признание музыкальных критиков. В интервью после выхода Nasıl Delirdim? Ханде Йенер заявила, что удовлетворена отзывами, которые она получила об альбоме, и отметила, что ни с одним из выпущенных альбомов её ещё так сильно не поздравляли.
Онур Баштюрк из Hürriyet счёл альбом «очень хорошим» и опубликовал на него положительную рецензию. Радиоведущий Майкл Куюджу высоко оценил сотрудничество Йенер с Эролом Темизелем и назвал исполнение певицей песни «Naciye» «самым прекрасным сюрпризом». Ему также понравилась обложка альбома, и он заявил, что в этом альбоме увидел «современную и западную, но отличную от турецкой [музыки]» Ханде Йенер. Музыкальный сайт Gerçek Pop также похвалил альбом и поставил ему пять звёзд из пяти. Он назвал альбом «лучшим отечественным альбомом 2007 года» и «одним из лучших турецких альбомов». В другом обзоре на сайте 2010 года упоминалось, что Nasıl Delirdim? и Apayrı (2006) стали «поворотным моментом» в карьере Йенер. Радиоведущий Олджай Танберкен назвал альбом «потрясающим» и добавил, что Йенер в данный момент находится на вершине своей музыкальной карьеры. Он также нашёл песни «Naciye» и «Seni Sevi… yorumlar Yok» очень «занимательными».

## Видеоклипы
Первый видеоклип был подготовлен на лид-сингл альбома «Kibir (Yanmam Lazım)». Режиссёром видео выступил Кемаль Догулу, а костюмы Йенер для него разработали Селим Бакладжи и Хакан Йылдырым. Песня успешно попала в музыкальные чарты Турции. Спустя годы после её выпуска многие артисты, в том числе Мурат Боз, Сезен Аксу, Нихат Доган, Генюль Язар и Айдильге, повторно исполнили песню и включили её в свои альбомы.
Второй клип был снят на песню «Romeo», написанную Боазом Алдуджели и Ханде Йенер для Кадира Догулу. Режиссёром видео снова выступил Кемаль Догулу, а Кадир Догулу появился в нём вместе с Йенер. Подобно «Kibir (Yanmam Lazım)», «Romeo» также успешно попал в музыкальные чарты Турции. Он также был номинирован в категории «Лучшая песня» на премиях Boğaziçi Müzik Ödülleri и İmedya Ödülleri. На конкурсе музыкальных видео, организованном OGAE, сетью из 42 фан-клубов конкурса «Евровидение», «Romeo» представлял Турцию и занял девятое место, набрав 84 балла.
Третий видеоклип был снят на песню «Yalan Olmasın», слова которой написала Сезен Аксу, а музыку Эрол Темизель. Клип был выпущен в январе 2008 года. В видео, снятом Кемалем Догулу, Йенер изобразила героиню, которая режет себе запястья ножом после того, как понимает, что возлюбленный её не любит.

## Трек-лист
| №                   | Название                    | Автор(ы)                   | Композитор(ы)             | Длительность |
| ------------------- | --------------------------- | -------------------------- | ------------------------- | ------------ |
| 1.                  | «Kibir (Yanmam Lazım)»      | Сезен Аксу                 | Сезен Аксу                | 4:34         |
| 2.                  | «Ne Yaparsın?»              | Ханде Йенер Боаз Алдуджели | Эрол Темизель             | 6:14         |
| 3.                  | «Yalan Olmasın»             | Сезен Аксу                 | Эрол Темизель             | 5:01         |
| 4.                  | «Romeo»                     | Ханде Йенер Боаз Алдуджели | Эрол Темизель             | 5:14         |
| 5.                  | «Fırtına»                   | Ханде Йенер Боаз Алдуджели | Эрол Темизель             | 5:10         |
| 6.                  | «Şu An Erken»               | Ханде Йенер Боаз Алдуджели | Эрол Темизель             | 4:43         |
| 7.                  | «Paranoya»                  | Эртуг Эргин                | Эртуг Эргин               | 5:24         |
| 8.                  | «Nasıl Delirdim?»           | Ханде Йенер Боаз Алдуджели | Эрол Темизель             | 5:13         |
| 9.                  | «Kurtar Beni»               | Боаз Алдуджели             | Эрол Темизель             | 5:01         |
| 10.                 | «Kötülük»                   | Боаз Алдуджели             | Эрол Темизель             | 4:19         |
| 11.                 | «Sen Anla»                  | Мете Озгенджил             | Мете Озгенджил            | 5:11         |
| 12.                 | «Aşkın Gücü»                | Ханде Йенер Боаз Алдуджели | Эрол Темизель             | 5:46         |
| 13.                 | «Naciye»                    | Олджайто Ахмет Тугсуз      | Олджайто Ахмет Тугсуз     | 5:02         |
| 14.                 | «Seni Sevi... yorumlar Yok» | Ханде Йенер Боаз Алдуджели | Гарри Гленн Дайан Куандер | 4:02         |
| 15.                 | «Kibir» (Remix)             | Сезен Аксу                 | Сезен Аксу                | 4:25         |
| Общая длительность: | Общая длительность:         | Общая длительность:        | Общая длительность:       | 75:17        |

## Чарты
| Чарт (2007)                             | Высшая позиция |
| --------------------------------------- | -------------- |
| Турция (Milliyet Yerli CD Çok Satanlar) | 1              |

## Продажи
| Страна | Продажи |
| ------ | ------- |
| Турция | 70 000  |

## История релиза
| Страна | Дата             | Формат                         | Лейбл                |
| ------ | ---------------- | ------------------------------ | -------------------- |
| Турция | 15 мая 2007 года | CD, кассета, цифровая загрузка | Erol Köse Production |
| Мир    | 15 мая 2007 года | Цифровая загрузка              | MÜ-YAP               |